# Маргарета фон Хахберг
Маргарета фон Хахберг (на немски: Margarethe Markgräfin von Hachberg; † между 1417 и 1426) е маркграфиня на Баден-Хахберг и чрез женитба е графиня на Лайнинген-Дагсбург.

## Произход
Тя е дъщеря на маркграф Хесо фон Баден-Хахберг († 1410) и първата му съпругата Агнес фон Хоен-Геролдсек († ок. 1399/сл. 1404), дъщеря на Хайнрих III фон Геролдсек-Тюбинген († 1376/1378) и Катарина фон Хорбург († 1336); или на втората му съпруга Маргарета фон Тюбинген († 1414), дъщеря на граф, пфалцграф Конрад II фон Тюбинген-Херенберг († 1382/1391) и Верена фон Фюрстенберг-Баар († сл. 1391).

## Фамилия
Маргарета се омъжва на 25 юли 1405 г. за граф Фридрих IX фон Лайнинген († ок. 1434?/1437). Те имат децата:
- Фридрих X († пр. 1429)
- Емих († 1423), fl 1423
- Хесо фон Лайнинген-Дагсбург († 8 март 1467), граф, от 1444 г. покняжен ландграф на Лайнинген, женен 1440 г. за принцеса Елизабет Баварска (* ок. 1405; † 5 март 1448, Хайделберг)
- Маргарета фон Лайнинген-Вестербург († 1470), омъжена на 24 август 1423 г. за Райнхард III фон Вестербург (* 13 януари 1388; † 22 декември 1449) от Дом Рункел, от тях произлизат графовете фон Лайнинген-Вестербург
- Фридрих († 1446), fl 1429/46
- Готфрид (* пр. 1434?/1437)